# Artículos de uso doméstico
Los artículos para el hogar son productos empleados dentro de las viviendas. Constituyen los bienes muebles tangibles y objetos ubicados en los distintos espacios de una casa, tales como una cama o un refrigerador.

## Papel económico
Las compañías que fabrican artículos para el hogar son clasificadas como productos de consumo cíclicos según la Clasificación de Empresas de Thomson Reuters y se organizan en tres subcategorías:
- electrónica de consumo,
- Electrodomésticos, herramientas y artículos para el hogar.
- Muebles para el hogar (como muebles)

Los artículos para el hogar desempeñan un papel crucial en la economía de un país. Su adquisición es objeto de análisis en revistas como Consumer Reports, mientras que su traslado está a cargo de compañías de mudanzas. La disposición o redistribución de estos artículos se ve facilitada por empresas como Goodwill Industries, servicios de publicidad clasificada y Craigslist, así como eventos como ventas de garaje y ventas de maleteros.
La seguridad de estos productos suele estar regulada por los gobiernos, los cuales también fomentan y facilitan tanto su importación como exportación.

## Clasificación
Las compañías que fabrican bienes de consumo para los hogares son clasificadas como «bienes civiles» de naturaleza cíclica según la clasificación empresarial de Thomson Reuters. Estos negocios se dividen en tres subgrupos:
- Electrónica de consumo,
- Artículos para el hogar, herramientas y artículos para el hogar,
- Muebles para el hogar (como muebles).

### Electrónica de consumo

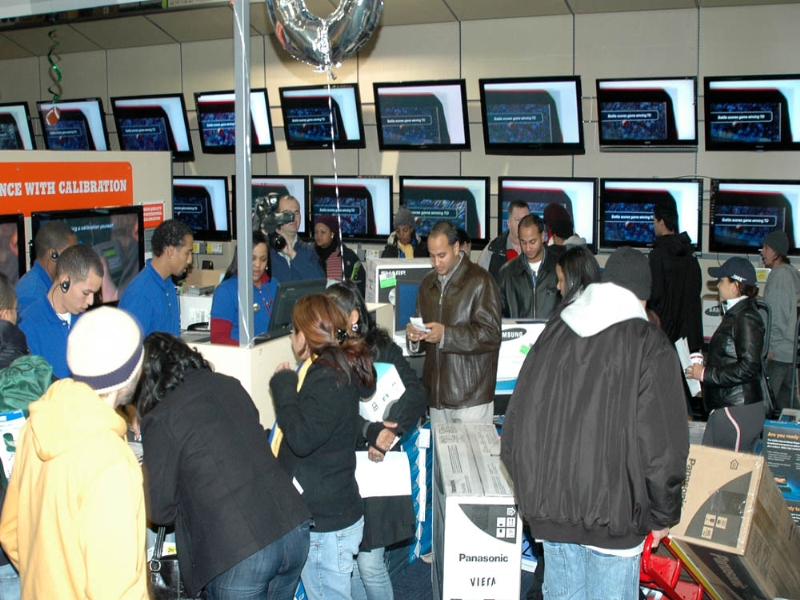
Compradores en la sección de televisores de pantalla plana de una tienda Best Buy

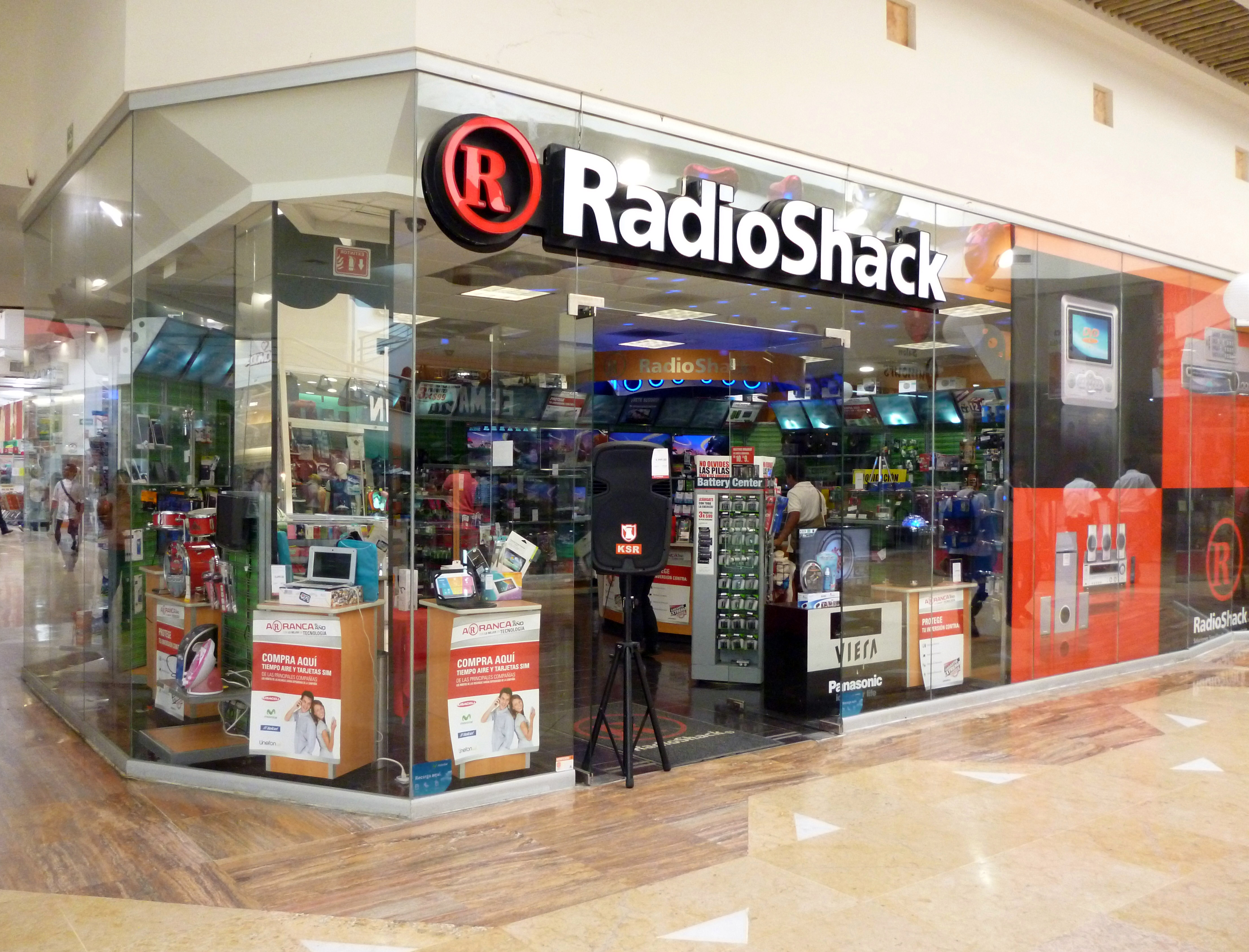
Una tienda de electrónica de consumo Radio Shack en un centro comercial

La electrónica de consumo o electrónica doméstica comprende equipos electrónicos (analógicos o digitales) destinados al uso diario, típicamente en hogares privados. Este ámbito abarca dispositivos utilizados para entretenimiento, comunicaciones y recreación. Comúnmente se les denomina «productos negros» debido a que muchos de ellos se encuentran en carcasas negras u oscuras. Este término se utiliza para diferenciarlos de los «electrodomésticos» destinados a tareas domésticas, como lavadoras y refrigeradores, aunque en la actualidad algunos de estos también son considerados electrodomésticos negros, ya que algunos están conectados a Internet. En inglés británico, a menudo los productores y vendedores los denominan «productos marrones». En la década de 2010, esta distinción a veces no está clara en las grandes tiendas de electrónica de consumo, que ofrecen dispositivos de entretenimiento, comunicación y oficina en el hogar, así como accesorios de iluminación y electrodomésticos, incluyendo aquellos destinados al baño.
La radiodifusión a principios del siglo XX marcó la introducción del primer producto de consumo significativo: el receptor de radiodifusión. Posteriormente, surgieron productos como teléfonos, televisores y calculadoras, seguidos por grabadores y reproductores de audio y video, consolas de juegos, teléfonos móviles, computadoras personales y reproductores de MP3. En la década de 2010, las tiendas de electrónica de consumo a menudo ofrecían GPS, electrónica para automóviles (como estéreos de automóvil), consolas de videojuegos, instrumentos musicales electrónicos (por ejemplo, teclados sintetizadores), máquinas de karaoke, cámaras digitales y reproductores de video (videograbadoras en las décadas de 1980 y 1990, seguidas por reproductores de DVD y reproductores de Blu-ray). Estas tiendas también comercializan artefactos de iluminación y electrodomésticos inteligentes, cámaras digitales, videocámaras, teléfonos celulares y teléfonos inteligentes. Entre los productos más recientes se encuentran las gafas de realidad virtual montadas en la cabeza, dispositivos domésticos inteligentes que conectan dispositivos a Internet, dispositivos de transmisión por secuencias y tecnología portátil.
En la década de 2010, la mayoría de los productos electrónicos de consumo se fundamentaron en tecnologías digitales. Esencialmente, se han integrado con la industria informática en lo que cada vez más se denomina «consumerización de la tecnología de la información». Algunas tiendas de electrónica de consumo también han diversificado su oferta para incluir muebles de oficina y para bebés. Estas tiendas pueden ser establecimientos minoristas físicos, tiendas en línea o una combinación de ambas.
Se proyecta que las ventas anuales de electrónica de consumo alcancen los US$2,9 billones en 2020. Esta cifra forma parte de la industria electrónica más amplia. A su vez, el impulsor principal de la industria electrónica es el sector de los semiconductores.

### Housewares

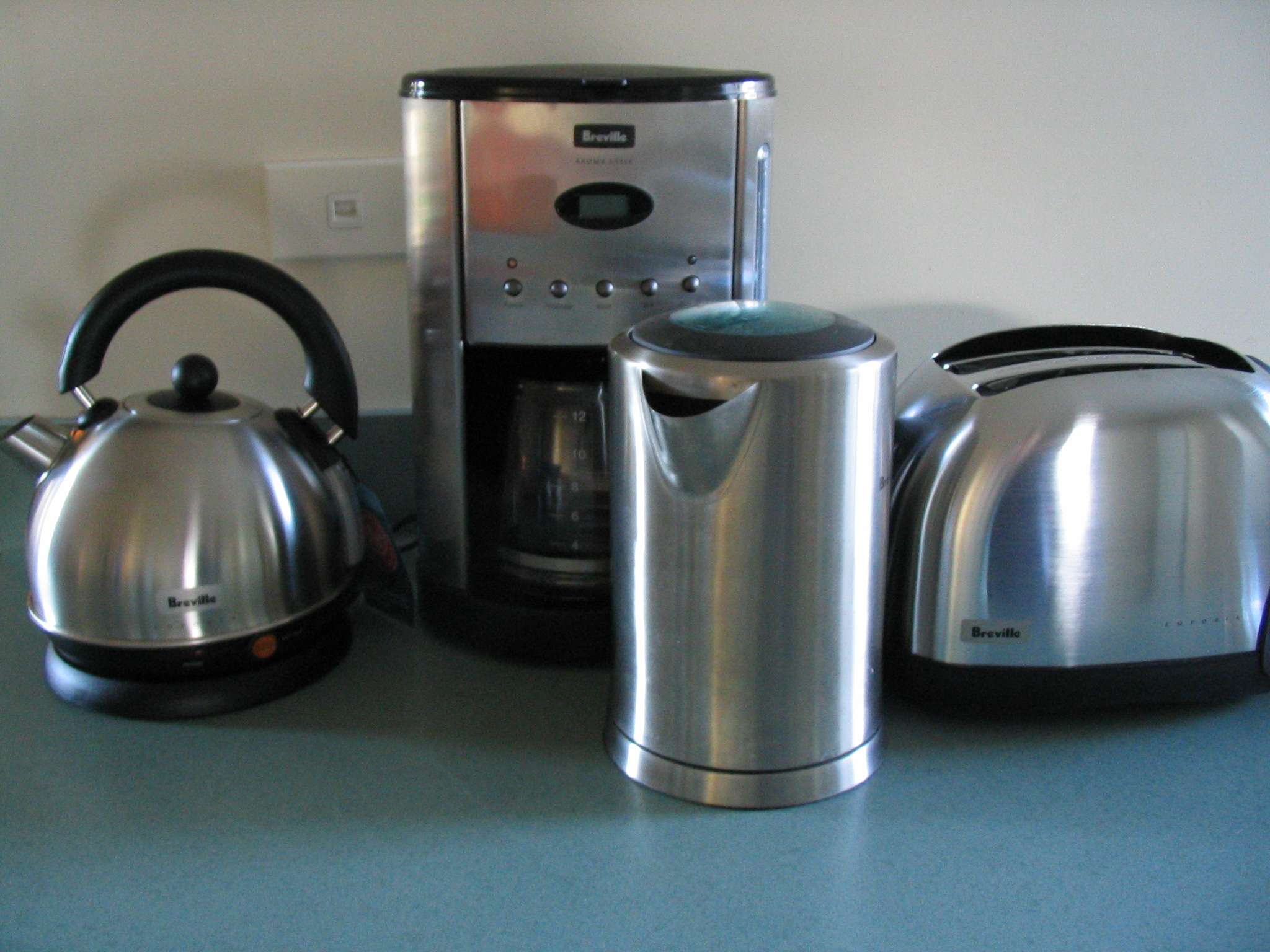
Pequeños electrodomésticos en una cocina.

Artículos para el hogar es un término general que se refiere a objetos, artículos y equipos equipados y utilizados para brindar comodidades y servicios públicos en las actividades regulares de la vida diaria de una familia o hogar. Con su amplia popularidad y variadas aplicaciones, este concepto se relaciona con herramientas y dispositivos diseñados para cumplir una función o propósito específico dentro de un entorno doméstico. Según el Collins English Dictionary, los «artículos para el hogar» se definen como «dispositivos o máquinas, típicamente eléctricos, que se utilizan en espacios domésticos y se emplean para limpiar o cocinar». Sin embargo, en un sentido más amplio, la mayoría de los dispositivos utilizados en un entorno doméstico, que incluyen tanto productos electrónicos de consumo como artículos como hornos, refrigeradores, estufas y sistemas de aire acondicionado, pueden considerarse artículos para el hogar.

### Muebles

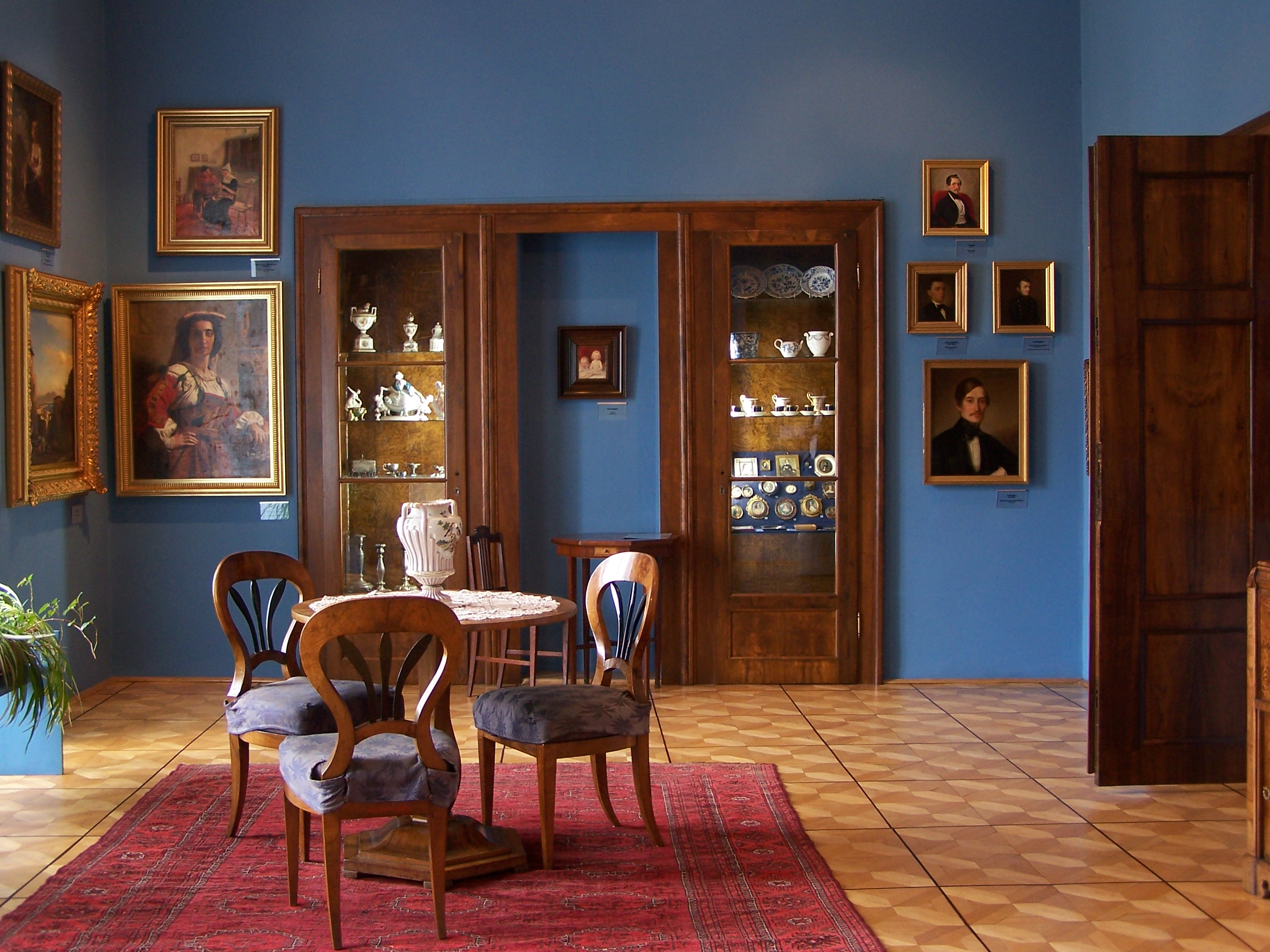
Diseño de interiores en una habitación.

Mobiliario es un término que se refiere a los activos y objetos dispuestos y decorados dentro de una casa, habitación o edificio, con el objetivo de apoyar las actividades humanas en el trabajo, el estudio, la vida diaria y el entretenimiento. Este término abarca una amplia variedad de objetos, como sillas, mesas, camas, armarios, estanterías, gabinetes para té, armarios de altar, cofres y relojes de pared. Además, estos elementos pueden estar fabricados con diversos materiales, como madera, metal y plástico. Es notable que los muebles de madera no solo son respetuosos con el medio ambiente, sino que también mejoran la calidad del aire y son conocidos por su durabilidad.